# Букањер
Букањер (фр. Boucagnères) насеље је и општина у јужној Француској у региону Миди Пирене, у департману Жерс која припада префектури Ош.
По подацима из 2011. године у општини је живело 134 становника, а густина насељености је износила 21,75 становника/km². Општина се простире на површини од 6,16 km². Налази се на средњој надморској висини од 163 метара (максималној 273 m, а минималној 150 m).

## Демографија
| 1962. | 1968. | 1975. | 1982. | 1990. | 1999. | 2011. |
| ----- | ----- | ----- | ----- | ----- | ----- | ----- |
| 101   | 107   | 91    | 125   | 142   | 141   | 134   |

График промене броја становника у току последњих година